# Regina (Tōbu Dōbutsu Kōen)
Regina II (jap. レジーナⅡ, Rejīna, dt. „Königin“) ist eine Holzachterbahn im Tōbu Dōbutsu Kōen (東武動物公園, „Tōbu-Tierpark“) der Tōbu Tetsudō in Miyashiro und Shiraoka in der Präfektur Saitama, die am 18. März 2000 als Regina (jap. レジーナ) eröffnet wurde. Am 9. August 2019 wurde sie vorübergehend geschlossen. Im Frühjahr 2023 wurde sie mit einer Steampunk-Thematisierung wiedereröffnet, wobei der Hersteller Great Coasters International an der Überarbeitung der Bahn beteiligt war und neue Züge für die Bahn lieferte.
Die 1334 m lange Strecke der Herstellers Intamin, welche von Dennis Starkey konstruiert wurde, erreicht eine Höhe von 37 m. Auf der 50° steilen ersten Abfahrt beschleunigen die Züge auf 90 km/h, wobei sich allerdings lediglich 2,8 g entwickeln. Insgesamt benötigen die Züge rund 2 Minuten und 8 Sekunden für die Strecke.

## Züge
Regina II besitzt Züge des Herstellers Great Coasters International mit jeweils zwölf Wagen. In jedem Wagen können zwei Personen (eine Reihe) Platz nehmen. Als Rückhaltesystem kommen Sicherheitsgurte und T-Bügel zum Einsatz. Bis zur Renovierung zum Jahr 2023 besaß die Bahn drei Züge des Herstellers Intamin mit jeweils sieben Wagen, in denen jeweils vier Personen (zwei Reihen à zwei Personen) Platz nehmen konnten.